# Neopelomyia rostrata
Neopelomyia rostrata is een vliegensoort uit de familie van de Canacidae. De wetenschappelijke naam van de soort is voor het eerst geldig gepubliceerd in 1911 door Hendel.